# Jüdische Gemeinde Aidhausen

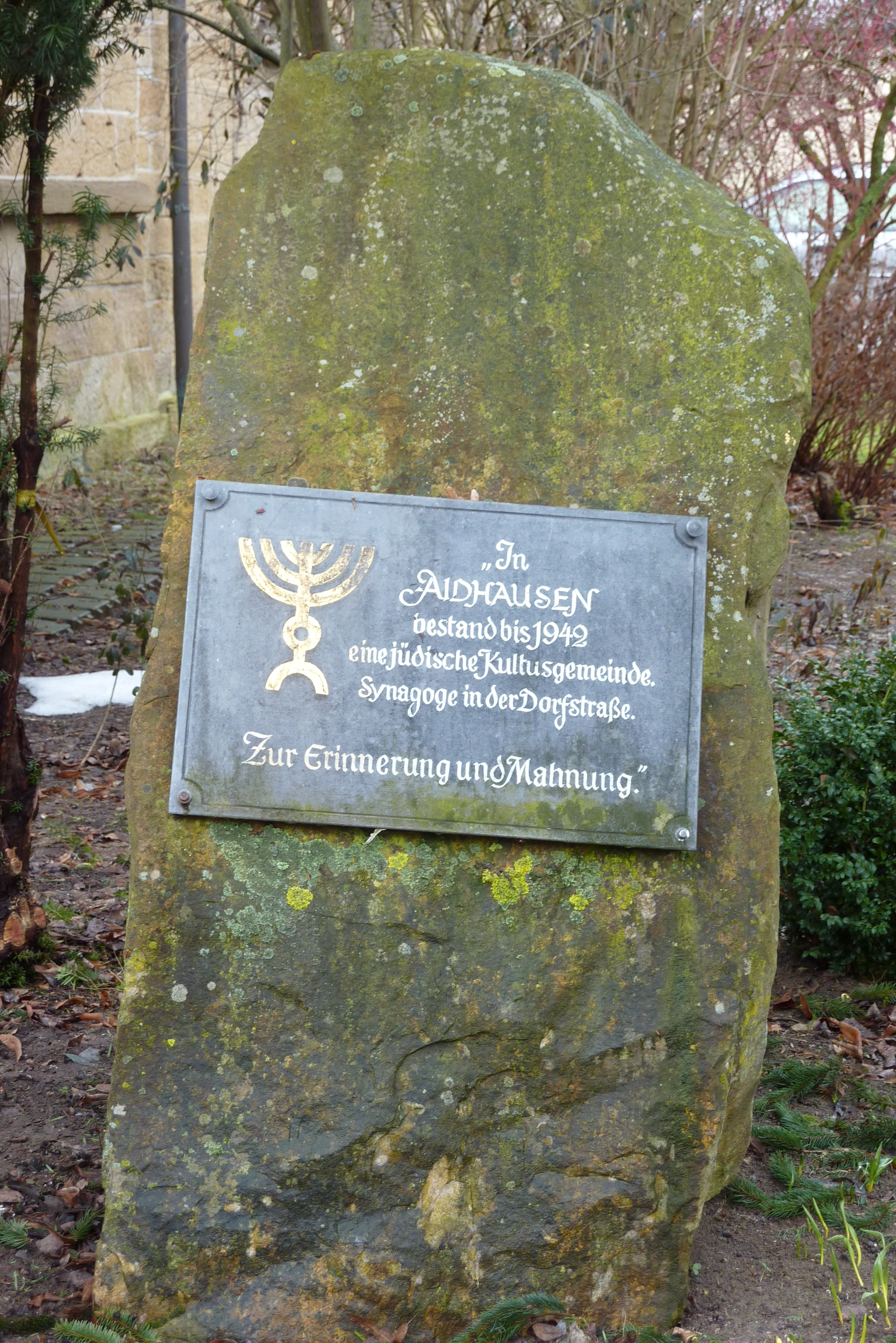
Gedenkstein für die jüdische Gemeinde von Aidhausen

Eine jüdische Gemeinde in Aidhausen, einer Gemeinde im unterfränkischen Landkreis Haßberge in Bayern, bestand seit dem 16. Jahrhundert.

## Geschichte
1595 werden erstmals Juden in Aidhausen genannt. 1867 hatte die jüdische Gemeinde mit 82 Personen ihre höchste Zahl erreicht. Durch Auswanderung und Wegzug in die Städte ging ihre Zahl seit der zweiten Hälfte des 19. Jahrhunderts zurück.
Die jüdische Gemeinde Aidhausen besaß eine Synagoge, eine Religionsschule mit Lehrerwohnung und ein rituelles Bad (Mikwe). Der angestellte Lehrer war zugleich als Vorbeter und Schächter tätig. Die Toten wurden auf dem jüdischen Friedhof in Kleinsteinach beigesetzt. Die jüdische Gemeinde Aidhausen gehörte zum Distriktsrabbinat Burgpreppach. 

## Matrikelliste 1817
In der Matrikelliste für Aidhausen von 1817, die nach den Vorschriften des bayerischen Judenedikts erstellt wurde, werden die folgenden jüdischen Familienvorstände mit den neu angenommenen Familiennamen und dem Erwerbszweig genannt: Samson Isaac Katzher (Auszüger), Samson Aron Kohn (Viehschlachten), Abraham Samson Kohn (Viehschlachten), Mardechaeus Maenlein Straus (Lichterziehen), Abraham Hirsch Franker (Schnitthandel), Anschel Löw Stern (Schnitthandel), Maier Emanuel Marxer (Schmusen und weniger Handel), Moises Isaac Kahn (Schmusen), Samuel Löw Löwer (Schnitthandel), Witwe Baierlein Ehrreich (Schnitthandel), Löw Baermann Ehrenreich, Selig Stern (Feldbau). (aus: Alemannia Judaica)

## Gemeindeentwicklung
| Jahr | Gemeindemitglieder                              |
| ---- | ----------------------------------------------- |
| 1817 | 12 Familien                                     |
| 1841 | 41 Personen 7,2 % von insgesamt 571 Einwohnern  |
| 1867 | 82 Personen 11,8 % von insgesamt 697 Einwohnern |
| 1880 | 65 Personen 9,1 % von insgesamt 711 Einwohnern  |
| 1900 | 53 Personen 7,8 % von insgesamt 680 Einwohnern  |
| 1924 | 37 Personen 5,2 % von insgesamt 713 Einwohnern  |
| 1933 | 23 Personen 3,4 % von insgesamt 678 Einwohnern  |
| 1939 | 19 Personen 3,0 % von insgesamt 626 Einwohnern  |

## Nationalsozialistische Verfolgung
Schon vor dem Novemberpogrom 1938 kam es bereits am 10. Oktober 1938 zu Ausschreitungen gegen die jüdischen Familien in Aidhausen. Es wurden die Fenster ihrer Häuser eingeschlagen und ein Teil der Ritualien der Synagoge geschändet.
Von den noch in Aidhausen wohnhaften 16 jüdischen Einwohnern wurden 11 im April 1942 ins Ghetto Izbica deportiert. Im September 1942 wurden die letzten fünf Aidhauser Juden von Schweinfurt aus ins Ghetto Theresienstadt verschleppt. 
Das Gedenkbuch des Bundesarchivs verzeichnet 25 in Aidhausen geborene jüdische Bürger, die dem Völkermord des nationalsozialistischen Regimes zum Opfer fielen.